# Pompeii (Film)
Pompeii ist ein kanadisch-deutscher Katastrophenfilm von Paul W. S. Anderson aus dem Jahr 2014. Eingebettet in eine fiktive Liebesgeschichte rekonstruiert der Film die Ereignisse rund um die Vernichtung der römischen Stadt Pompeji durch den Ausbruch des Vulkans Vesuv im Jahr 79 n. Chr., zur Zeit von Kaiser Titus.
Der Film, gedreht in 3D, kam am 27. Februar 2014 in die deutschsprachigen Kinos.

## Handlung
Nord-Britannien, 62 n. Chr.: Der römische Tribun Corvus überfällt mit seinen Soldaten ein aufständisches keltisches Dorf und lässt alle Einwohner töten. Nur der kleine Milo überlebt, weil er sich tot stellt. Wenig später wird Milo von Sklavenhändlern aufgegriffen. 17 Jahre später: Milo lebt als versklavter Gladiator in einer Gladiatorenschule in Londinium. Dort fällt er Graecus auf, einem Händler für Gladiatorensklaven. Graecus lässt Milo und andere Gladiatoren nach Pompeji zu der dortigen Gladiatorenschule bringen. Auf dem Weg dorthin wird die Gruppe von einer Kutsche überholt, in der Cassia, Tochter von Severus, des Stadtoberhaupts von Pompeji, auf ihrer Rückreise aus Rom sitzt. Eines der Zugpferde stürzt, bricht sich ein Bein und leidet große Schmerzen. Milo wird losgekettet und erlöst das Pferd durch Genickbruch von seinen Leiden. Cassia nimmt das Mitgefühl des Gladiators erstaunt zur Kenntnis.
In der Gladiatorenschule teilt Milo die Zelle mit dem Afrikaner Atticus, Pompejis bestem Gladiator, der nach seinem nächsten Sieg freigelassen werden soll, wobei Milo als sein Gegner antreten soll. In der Nacht vor dem Kampf werden Atticus, Milo und weitere Gladiatoren zur Villa von Severus gebracht, wo sie im Rahmen eines Festes zur Schau gestellt werden und römischen Matronen zu Diensten sein müssen. Auf dem Fest kommt es zum Streit zwischen Cassia und Corvus, der mittlerweile zum Senator aufgestiegen ist und zurzeit in Pompeji weilt. Corvus will Cassia heiraten, doch sie lehnt ab. Die Vorboten des beginnenden Vulkanausbruchs machen Cassias Lieblingspferd so nervös, dass sie Milo befiehlt, es zu beruhigen. Nachdem ihm das gelungen ist, steigt Cassia zu ihm auf das Pferd. Sie reiten davon, verfolgt von Soldaten des Senators. Um Cassia zu schützen, ergibt sich Milo. Nur die Fürsprache von Cassia bringt Corvus davon ab, Milo sofort töten zu lassen. Stattdessen wird er ausgepeitscht und zurück in die Gladiatorenschule gebracht.
Am nächsten Tag wird Corvus’ Sieg in der „Schlacht“ gegen das Keltenvolk, dem Milo angehörte, zu Ehren des Senators in der Arena nachgestellt. Milo und Atticus stehen mit einigen anderen Gladiatoren als „Kelten“ auf derselben Seite und gehen als einzige Überlebende siegreich aus dem Kampf gegen die Übermacht hervor. Empört, dass die „Kelten“ gewonnen haben, will Corvus die Gladiatoren töten lassen, doch Cassia kann dies abwenden, indem sie ihm die Heirat verspricht. Corvus lässt Cassia von Soldaten in die Villa ihrer Familie bringen und dort einschließen.
Nun bricht der Vesuv aus, begleitet von starken Erdbeben und einem Gesteinshagel. Die Tribünen der Arena stürzen ein und reißen viele Zuschauer in den Tod. In der ganzen Stadt bricht Panik aus, und Atticus und Milo können entkommen. Sie verabreden sich am Hafen, da Atticus die Stadt zur See verlassen will. Milo eilt zur Villa, um Cassia zu retten. Er bringt sie zurück zur Arena, um dort ein Pferd zu besorgen. Atticus entkommt mittlerweile am Hafen einem Tsunami, der alle Schiffe zerstört und Teile der Stadt überflutet. Senator Corvus, der den Einsturz der Arena überlebt hat, ergreift Cassia, kettet sie an seinem Viergespann fest und fährt mit ihr davon. Milo und Atticus besiegen Corvus’ Leibwache, die dieser auf sie angesetzt hat. Während Milo dem Senator auf einem Pferd nachsetzt, muss Atticus sich Proculus stellen, dem Anführer von Corvus’ Leibwache. Atticus, bereits tödlich verwundet, besiegt Proculus. Doch nun rast eine pyroklastische Wolke die Hänge des Vesuv hinab, erreicht Pompeji und zerstört alles auf ihrem Weg.
Corvus flieht derweil vor den Naturgewalten mit Cassia in seinem Streitwagen quer durch Pompeji. Der Wagen stürzt, und Cassia, die kurz zuvor ihre Ketten lösen konnte, wird aus dem Wagen geschleudert. Milo erreicht den Unfallort und greift Corvus an. Er kann den Senator entwaffnen, kettet ihn an den Streitwagen und reitet mit Cassia davon. Corvus wird von der Glutwolke getötet.
Vor der Stadt scheut das Pferd und wirft Milo und Cassia ab. Milo bedrängt Cassia, alleine weiterzureiten, da beide zusammen für das Pferd zu schwer sind. Cassia jedoch zieht es vor, bei Milo zu bleiben. Wenige Augenblicke später rast die Glutwolke über sie hinweg. Der Film endet mit dem Blick auf den Abguss der im Tuff konservierten Leichen der sich küssenden Liebenden.

## Hintergrundinformationen
Obwohl die Handlung des Films im heutigen Italien spielt, wurde er dennoch zwischen März und Juli 2013 in den Cinespace Film Studios im kanadischen Toronto gedreht. Koproduziert wurde er von der Constantin Film, weshalb Pompeii auch als deutscher Film gilt.
Der Film zeigt den Untergang von Pompeji und richtet sich dabei nach den Angaben von Plinius. Das verwendete Stadtmodell geht auf Grabungsergebnisse und LIDAR-Aufnahmen zurück. Das Amphitheater wird korrekt mit Sonnensegeln dargestellt, wie sie von römischen Münzbildern belegt sind. Ansonsten hält er sich teilweise nicht an historische Tatsachen und enthält zahlreiche Anachronismen. Während Schlägereien zwischen Pompeanern und den Bewohnern der Nachbarstadt Nuceria belegt sind (was zu einem zehnjährigen Verbot von Gladiatorenspielen führte), war Pompeji seit 80 v. Chr. römische Kolonie. Eine anti-römische Stimmung ist seit dem Bundesgenossenkrieg nicht mehr belegt. Von Kaiser Titus sind, im Gegensatz zu seinem Nachfolger Domitian, keine Verfahren wegen Majestätsbeleidigung oder Hochverrats belegt. Ein großer Tsunami, der Schiffe an Land warf, ist in Pompeji nicht nachgewiesen.
Abdrücke von im Gestein eingeschlossenen Körpern wie jene aus der Schlussszene des Films sind aus Pompeji zahlreich überliefert.

## Synchronisation
- Milo: Patrick Roche
- Cassia: Luise Gabel
- Atticus: Milton Welsh
- Corvus: Tobias Meister
- Proculus: Jakob Riedl
- Severus: Udo Wachtveitl
- Aurelia: Carin C. Tietze
- Ariadne: Laura Schneider
- Graecus: Uwe Kosubek
- Bellator: Marc Rosenberg
- Felix: Tim Schwarzmaier

## Soundtrack
Der Titel Like Lovers Do von der deutschen Pop-Sängerin Madeline Juno ist Teil des Soundtracks des Filmes. Komponiert wurde das Lied von Madeline Juno und Dave Roth. Das Lied wurde am 28. Februar 2014 veröffentlicht. Im Musikvideo zu Like Lovers Do sind Filmszenen von Pompeji zu sehen.

## Kritiken
Der Film schneidet wegen seiner inhaltlichen Oberflächlichkeit und fehlenden Originalität bei der Umsetzung des altbekannten Stoffes in den Kritiken schlecht ab:
Serienjunkies.de schreibt, der Film verpacke „den Untergang der Stadt mit ein bisschen Möchtegern-‚Gladiator‘ und einer Romeo-und-Julia-Geschichte zwischen dem Sklaven und der wohlhabenden Tochter des reichen Stadtplaners. Das klappt mal gut, mal weniger gut. Bevor es zur Katastrophenfilmportion des Films kommt, bekommen die Zuschauer also einen Sandalenfilm, eine Rachegeschichte und eine etwas bemüht wirkende Liebesgeschichte zu sehen.“
In der Stuttgarter Zeitung heißt es: „Die Handlung stümpert auf Nachmittags-TV-Soap-Niveau dahin, den aus der Typenkiste geholten Akteuren werden Sätze wie ‚Du hast mir so gefehlt!‘ oder ‚Unglücklich gelaufen!‘ zugemutet. Letzteres darf man unterstreichen, und weil der Regisseur das wohl selber ahnt, flüchtet er sich in Action und zettelt routiniert eine Gladiatorenschlacht nach der andern an.“
Die Münchner Abendzeitung kritisiert: „So wirkt der Film zwar inhaltlich und durch die Dialoge (‚Meine Eltern sind tot. Ich hole schon mal die Pferde‘) wie eine unfreiwillige Parodie, alles ist psychologisch extrem einfach gestrickt. Aber selten hat man Römerstädte und Villen so plastisch erlebt.“
Die Beurteilung durch Die Zeit fällt wie folgt aus: „Heute kommt also die nächste Version ins Kino, zeitgemäß in 3D versteht sich, mit Kit Harington (Game of Thrones) als heroischem Sklaven im Kampf gegen den schönen Klassenfeind (Emily Browning) und ihrer aller Überleben im Feuerhagel. Umgeben von Profitgier, Habsucht, Eitelkeiten spielt das handelsübliche Liebespaar seine desaströse Dramaturgie und erneut zeigt sich: Es gibt viele Wege nach Armageddon, aber alle sind ähnlich beschildert.“